# Luis Currea García
Luis Currea García, né à Bogota, dans le district de Chapinero, est un prêtre catholique colombien et un des membres du « groupe Golconda » en juillet 1968. Il est le cousin de René García Lizarralde, et avec lui, il manifeste contre l'injustice sociale et dénonce notamment la spoliation des paysans par les grands propriétaires. Luis Currea García, René García Lizarralde, et le prêtre espagnol Domingo Lain expulsé de l'archidiocèse de Cartagena, lancent de véhémentes attaques contre la hiérarchie catholique. Il rejoint le mouvement de la gauche revolutionnaire ELN, guerilleros engagés et d'action en réaction à la timidité des années 1960.

## Biographie
De famille catholique extrêmement religieuse mais très modeste, sous l'influence de son oncle Joaquín García Ordoñez supérieur au Séminaire de Santa Rosa de Osos (Antioquía), il entre au Petit Séminaire pour suivre une instruction religieuse. Ordonné prêtre en 1960 il sera assistant dans la paroisse du district Chapinero appartenant à l'aglomération de Bogota. Plus tard, nommé à la paroisse de Santander, au sud de Bogota, quartier pauvre, sans eau ni électricité. Nommé curé de la paroisse, témoin de l'injustice sociale, ne pouvant suporter cet état, il quitte brutalement la Colombie, et s'inscrit dans une université des Etats-Unis pour suivre des cours d'assistant médical. De retour au pays, il est suspendu de son sacerdoce à Bogotá auprès de l'Église catholique. 
Un prêtre américain devenu ami, lui propose de postuler pour devenir prêtre de l'Église épiscopale. Il étudie au séminaire de Virginie pendant un an et étudie à nouveau la théologie et les Saintes Écritures. L'Église épiscopale lui donne l'opportunité de construire un centre pour enfants, et postule pour devenir prêtre de l'Église, et sera nommé recteur de la paroisse de la ville de Tampa où il exercera pendant dix ans.